# Euparatettix albonemus
Euparatettix albonemus är en insektsart som beskrevs av Zheng, Z. och Deng 2005. Euparatettix albonemus ingår i släktet Euparatettix och familjen torngräshoppor. Inga underarter finns listade i Catalogue of Life.